# ماچئی مارچفسکی
ماچئی مارچفسکی (لهستانی: Maciej Marczewski؛‏ ۱۳ ژوئن ۱۹۷۹) بازیگر اهل لهستان است. وی دانش‌آموختهٔ آکادمی ملی هنرهای نمایشی الکساندر زلوروویچ در ورشو است.

## گزیدهٔ نقش‌آفرینی‌ها

### سینما
- اسکادران ۳۰۳، روایتی واقعی (۲۰۱۸)
- والسا: مرد امید (۲۰۱۳)
- بی‌شرم (۲۰۱۲)
- لالایی (۲۰۱۰)
- مقدرشده برای بلوز (۲۰۰۵)

### تلویزیون
- در اعماق جنگل (۲۰۲۰)
- رنگ‌های خوشبختی (۲۰۱۹–۲۰۱۸)
- قانون حقیقی (۲۰۱۴)
- جاسوسان ورشو (۲۰۱۲)
- در خوشی و سختی (۲۰۱۰ تا ۲۰۱۱، ۲۰۱۳ و ۲۰۱۷)
- در خیابان سپولنی (۲۰۱۰)
- پدر متیو (۲۰۰۹ و ۲۰۱۳)
- ۳۹ و نیم (۲۰۰۸)
- لندنی‌ها (۲۰۰۸)
- کارآگاهان جنایی (۲۰۰۴ تا ۲۰۰۵ و ۲۰۰۷)
- سال‌های شیرین (۲۰۰۳)